# 缅甸历史
缅甸历史概論： 根據考古發掘的證據，人類在緬甸定居的時間至少已有13,000年。
公元10世紀起緬族、孟族等族建立起結合印度教與佛教之王朝。緬甸經歷蒲甘，東吁（東固）等王朝，到19世紀末最後的王朝貢榜滅亡。19世紀末至太平洋戰爭前緬甸為大英帝國殖民地，太平洋戰爭時被日本帝國占領。戰後獨立成為共和國。

## 史前
根据法文和英文考古资料，缅甸在一万年前的旧石器时代晚期已有人类活动。当时緬甸的伊洛瓦底江邊的村莊已有人類居住。將緬甸劃分成“上緬甸”和“下緬甸”是英国殖民统治后的人为划分。

## 中國史書的相關記載
相傳西元前200年驃人進入依洛瓦底江的上游地區，並掌控中國和印度之間的通商之路。《汉书》称谌离。兩世紀之後孟族來到錫唐河流域，而在849年緬族接管驃河流域並建立蒲甘城。

## 太公王國
貢榜王朝在1832年官方修訂的緬甸王國編年史《琉璃宮史》中，宣稱太公這個極具傳說色彩的國家是緬甸首個君主制王國。據《琉璃宮史》記載，太公王國是由釋迦族人阿畢羅闍於公元前850年建立的（實際沒有考古證據表明太公王國有如此久遠的歷史），緬甸君主的血統可以追溯到與阿畢羅闍同為一族的釋迦牟尼以及世界上第一個佛教國王摩訶三摩多。《琉璃宮史》還介紹了另一位釋迦族王子陀闍羅闍（Daza Yaza），他在公元前600年建立了太公第二王朝。公元1050年代中期，太公王國成為了蒲甘王國的一部分。

## 蒲甘王朝（1044年-1297年）

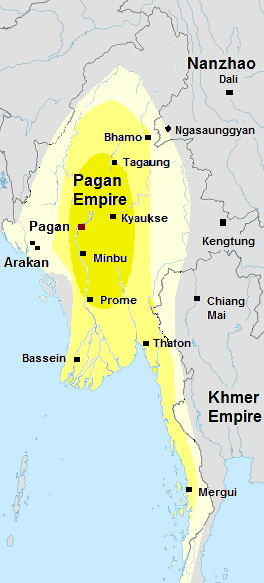
1210年蒲甘王朝的領土

蒲甘王朝是由阿努律陀國王（1044年至1077年在位）於1044年建立，由緬族主導，為緬甸第一個統一的帝國，以上座部佛教為國教。阿諾耶塔國王相繼征服撣族和孟族，也不斷擴展領土。在阿朗西都國王（King Alaungsithu，1111年至1167年在位）掌政時，上座部佛教逐漸成為主流，並在13世紀初期達到頂盛。當時建造的3000餘座寺廟尚有100座保存至今。1287年蒙古统治者忽必烈率領元朝军队大肆入侵（元缅战争）而使得蒲甘王朝失去了独立性，不久后灭亡。

## 小王国
在蒲甘王朝灭亡之后，蒙古人离开了伊洛瓦底江流域。但是蒲甘王朝分裂成若干小王国。

### 敏象王國（1297年-1313年）
敏象王國建立于1297年。

### 彬牙王國（1313年-1364年）
彬牙王國繼承於敏象王國，建立于1313年。

### 實皆王國（1315年-1365年）
在彬牙王國内亂時從分裂出來的國家，建立于1315年。

### 阿瓦王朝（1364年-1555年）
承繼阿瓦王朝建立于1364年。

### 卑謬王國（1482年-1542年）
在阿瓦王朝分離出來的國家，建立於1482年。

## 東吁王朝（1531年-1753年）

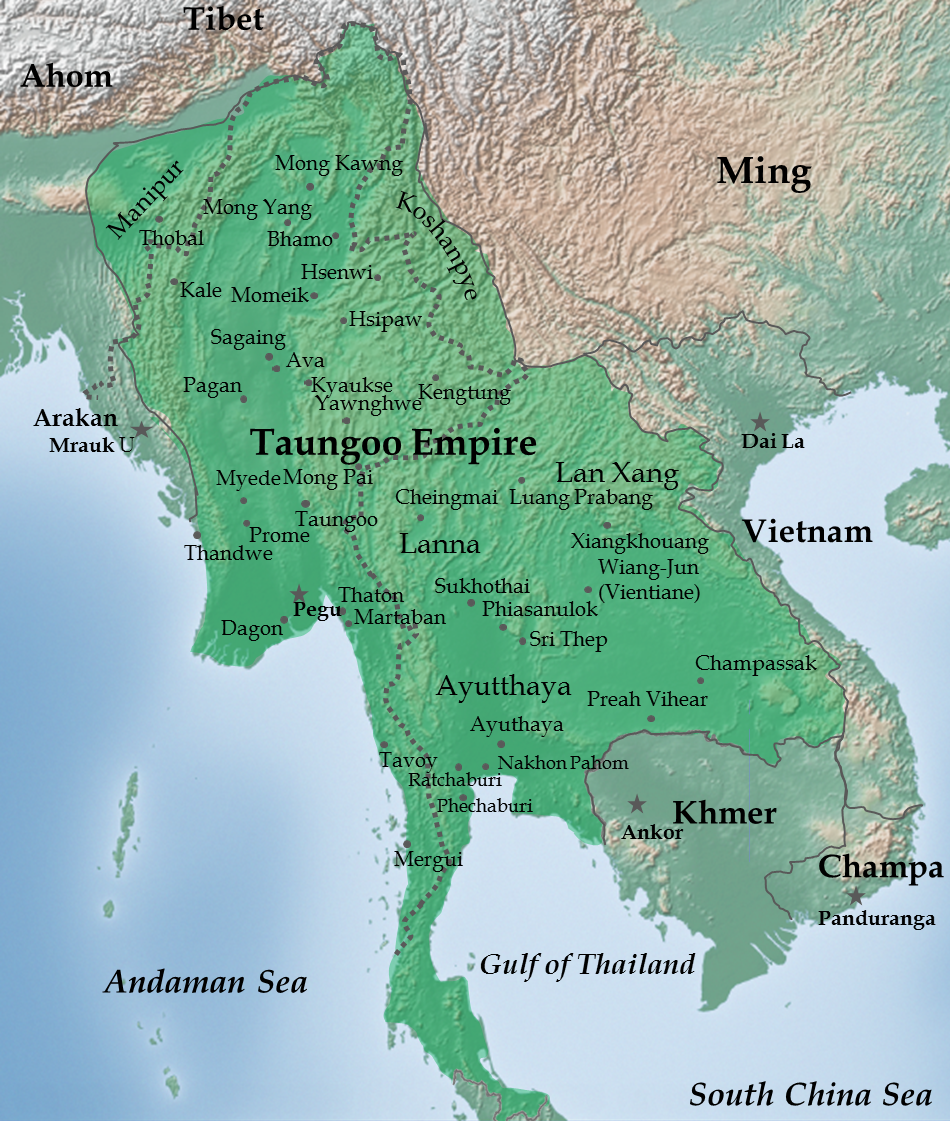
東吁王朝在1569-1588年占領泰國阿瑜陀耶王朝（大城第一次亡國）的極盛勢力，此時在位的緬甸英主為莽應龍大帝

1531年緬人德彬瑞蒂二度統一緬甸，成立東吁王朝而自稱為王，並於1546年建立首都勃固城。之後勃印曩即位，因多次與實力強大的泰国大城王朝交戰而耗盡了資源，最後因勃固城於1599年被阿卡族佔領而遷都阿瓦。16世纪末至17世纪初東吁王朝与中国明朝爆发战争（明缅战争），占领了原属明朝云南的大片土地。東吁王朝最終在1752年沒落。1753年，緬人雍笈牙出現，趕走當時攻佔阿瓦的孟族人，並建立大光城。

## 贡榜王朝（1752年-1886年）

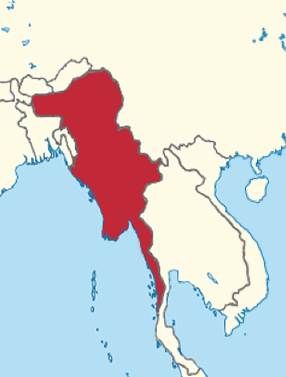
貢榜王朝在1767-1769年占領泰國阿瑜陀耶王朝（大城第二次亡國）的極盛勢力，此時在位的緬甸英主為「白象王」辛標信大帝

贡榜王朝为缅甸最后的王朝，雍笈牙创立，因此也称为雍笈牙王朝。贡榜王朝不但统一全缅甸，也对外四处用兵扩张疆土。
18世纪末（中国清朝乾隆皇帝统治后期），清朝和缅甸两国围绕边界地区的领土和资源控制权发生的一场战争（清缅战争）。这场战争最后以双方签订合约收场。
1782年至1819年是波道帕耶國王（孟云）主政的專制時期，因其多次企圖入侵泰國的野心，以及併吞印度邊界的曼尼坡與阿薩姆，使得當時佔有印度的英國憂心緬甸的威脅。英國挑撥位於貢榜西邊的若開王朝（或譯阿拉干）動亂。
英國和緬甸間的緊張局勢在1824年至1826年以及1852年兩次的英緬戰爭中達到高峰。英國在這兩次的戰爭中均獲得勝利，最後攻佔勃固城並將此地稱為下緬甸，並成立英屬緬甸管理。在英國人進入緬甸後，上緬甸的經濟也顯著好轉。國王明敦曾試圖改革但失敗。1885年，法緬簽訂合作抗英的密約，使英國決心滅緬，英國發動並贏得第三次英緬戰爭。1886年，貢榜王朝滅亡，英國將緬甸納為英屬印度的一省，並將政府设於仰光。

## 殖民時期（1885年-1948年）
成為英屬緬甸後，英國勢力將鄉村領袖結合入殖民政府以統治鄉村，並且對各民族採「分而治之」政策。英屬緬甸以稻米為單一作物並且出口至英國與英屬殖民地。並且開發原物料。交通和教育獲得大幅改善。英国人致力開發水路，使得無數蒸氣船得以航行於伊洛瓦底江。為彌補水路的不足以及為鎮壓反抗，英國人也興建與改善鐵路和道路。此時，大量的印度勞工移民與資本家也進入緬甸，威脅當地經濟。因此緬人開始產生對印度人的仇視，在1930年爆發反印度人的暴動。
英國發展英式教育，影響緬甸佛教，使僧侶開始反抗，所以緬甸佛教成緬甸民族主義與反殖民推力。第一次世界大戰之後，民族獨立浪潮也傳入緬甸。1920年，仰光大學爆發反對殖民教育的「國民教育運動」，導致「佛教青年會」結合其他團體成立「緬甸人民團體總會」，其改革要求被英國拒絕。1930年代學生與農民暴動持續，英國改採懷柔政策。
1936年，在英國統治下首次也是唯一一次的選舉中，巴莫博士當選為英国控制下政府的首相，1937年，英國創建一套獨特的緬甸憲法，同意緬人可以控制本國內政。
第二次世界大戰時，日本在1942年5月佔領緬甸，成立以巴莫為首，名義上獨立的緬甸執行政府。在日本支持下，反对英國殖民政府、渴望獨立的昂山將軍（又譯翁山）组织缅甸独立义勇军，1942年他率军与日军一起参加了对英军的战斗，然后在日军支持下宣布缅甸从英国独立。1943年，巴莫与昂山等人受邀访问日本，他们回国重组缅甸政府，昂山成为国防部长。1944年，昂山開始支持美英的同盟國一方，並組織「反法西斯人民自由同盟」以對抗日軍。1945年日本投降後，宣布緬甸獨立是有效的。戰後的緬甸仍受英國控制，昂山則在1947年7月遇刺身亡。昂山的繼承人德钦努（Thakin Nu）繼續領導獨立運動，在英國議會1948年1月4日正式承認緬甸独立之后，於1948年初正式成立了緬甸聯邦。

## 獨立時期（1948年-1962年）
獨立後的緬甸，由於緬甸共產黨和其他政治派系的反抗，使得國內紛爭不斷。在1950年就發生大規模的內戰，連執政的「反法西斯人民自由同盟」也在1958年發生分裂。1960年緬甸舉行大選，由吴努重新取得執政權。1960年，中華人民共和國與緬甸簽訂《中緬邊界條約》。
第二次國共內戰後，中華民國國軍之一支帶眷屬、情報員等撤退入泰國北部與緬甸交界。1950年起，緬甸就持續攻擊這支軍隊，並向國際控訴此軍隊入侵緬甸國境。中華民國接回一部分軍隊與眷屬，其他人則進入泰國，後來稱為泰北孤軍。

## 軍政府時期（1962年-2010年）
1962年，軍事將領奈温將軍（General Ne Win）發動政變並成立以軍事統治的政府，宣布要使緬甸成為社會主義國家。奈温執政後，對內實行「緬甸式社會主義」，一度對主要工商企業實行國有化。奈温一直強調緬甸奉行獨立自主的、中立的不結盟對外政策。主張同一切國家保持友好，但不為任何大國所左右，不參加大國集團，也反對把不結盟國家變成第三集團。人民對於自由受到限制感到十分不滿。同年7月7日，學生在仰光大學發起示威活動抗議軍事政權。軍隊則在奈温將軍的間接指使下以血腥鎮壓了這個活動。
中国文化大革命开始后，中国支持缅甸北部的缅甸共产党武装。邓小平上台以后，撤出全部在缅中国军队，从此缅共武装失势。
緬甸國內販毒情況很严重，而由於政府官員的輕易受賄使得毒品問題日益嚴重，政府更是日趨腐敗。因為治理不當和腐敗導致的經濟嚴重蕭條，緬甸政府於1977年開始尋求外援。1980年代後期，緬甸已是全球最貧困國家之一。
1989年6月18日，在蘇貌將軍（General Saw Maung）掌政下，緬甸的英文官方名稱由Burma改為Myanmar。國內反政府活動仍舊持續四起，昂山的女兒昂山素季，1991年諾貝爾和平獎得主，在1988年成為緬甸邁向民主之路的精神動力。昂山素季因公然批評奈温將軍而在1989年7月20日遭到囚禁。雖然她曾在1995年獲得釋放，之後再次遭到软禁，直到2010年11月13日獲釋。
2005年缅甸首都由仰光遷往内比都。2008年，軍政府宣布將在五月舉辦公民投票通過新憲法，並在2010年舉行民主選舉來成立新政府。

## 緬甸聯邦共和國（2010年-現在）
2010年10月21日：缅甸國家和平與發展委員會颁布法令，正式啟用新憲法確定的新國旗和新國徽，並把國號由緬甸聯邦改為緬甸聯邦共和國。长达48年的缅甸军政府统治时期结束，缅甸转型成为了新的民主国家。
2021年2月1日：緬甸軍政府聲稱全國民主聯盟在2020年緬甸議會選舉中有舞弊行為，逮捕了領導人翁山蘇姬以及總統溫敏和多位高層，並宣布為期一年的緊急狀態。緬甸再度受到軍政府的統治。
2025年3月28日，緬甸中部實皆省發生八點二級強烈地震，造成嚴重傷亡，地震也波及到中國大陸雲南省和泰國.